# Neuwiedia veratrifolia
Neuwiedia veratrifolia ist eine Art aus der Gattung Neuwiedia in der Familie der Orchideen (Orchidaceae). Die krautigen Pflanzen werden bis 120 Zentimeter groß, sie stammen aus Südostasien.

## Beschreibung

### Vegetative Merkmale

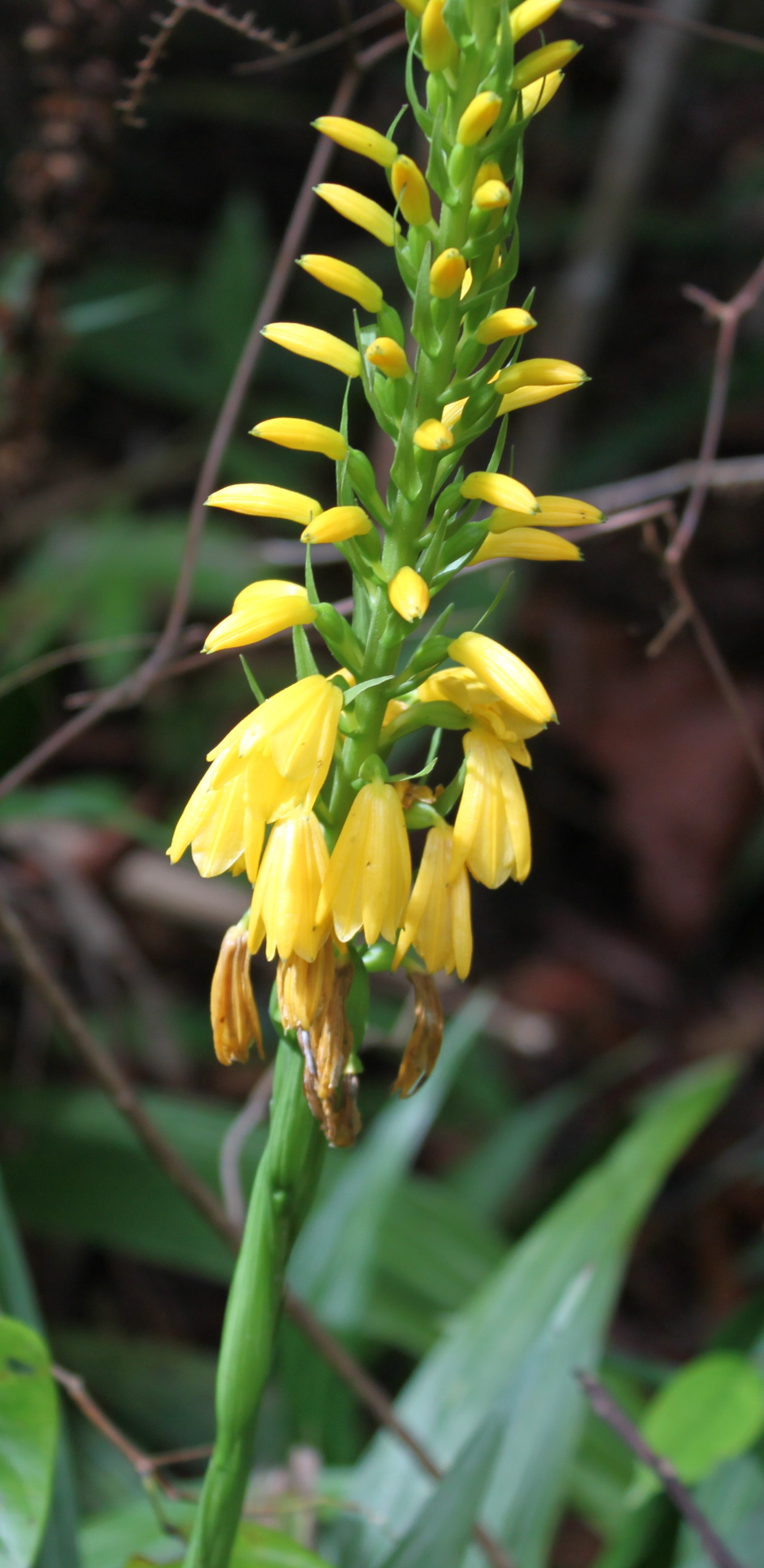
Blütenstand

Neuwiedia veratrifolia wird 70 bis 120 cm groß. Die Wurzeln entspringen sowohl im Boden als auch oberirdisch am Spross. Die oberirdischen Wurzeln sind behaart und haben einen Durchmesser von 1 bis 5 mm. Die Mykorrhiza-Pilze von Neuwiedia veratrifolia gehören zu den Gattungen Tulasnella und Thanatephorus. Die Blätter werden 7 bis 78 cm lang bei einer Breite von 0,7 bis 6,7 cm, sie haben eine lanzettliche bis linealische Form und enden spitz. Die oberen Blätter können am Rand und spärlich auf der Blattspreite behaart sein.

### Blüten und Frucht
Der Blütenstand ist eine endständige Traube, er wird 25 bis 52 cm lang und überragt die Blätter. Der Blütenstand streckt sich während der Blütezeit, so dass der Blütenstandsstiel schließlich so lang ist wie die Blütenstandsachse. Blütenstandsachse, Tragblätter und Blütenblätter sind behaart. Es sind 48 bis 80 Blüten vorhanden, sie sind gelb, duftend und messen 2,4 bis 3,5 cm Länge. Die Blüten blühen nacheinander auf, so dass immer sechs bis zehn gleichzeitig geöffnet sind; sie öffnen sich nicht sehr weit. Die Tragblätter sind linealisch, seltener oval, sie enden spitz, ihre Länge beträgt 0,8 bis 7 cm, die Breite 0,1 bis 1 cm. Der Blütenstiel ist 3 bis 7 mm lang, der schmal ovale Fruchtknoten misst 8 bis 13 mm Länge. Die Blütenblätter sind sich alle recht ähnlich: die Sepalen sind auf der Außenseite behaart, oval bis lanzettlich geformt, 12 bis 20 mm lang bei 2,5 bis 4 mm Breite. Die Petalen sind auf der Außenseite mit einem längs verlaufenden Kiel versehen, dieser ist behaart. Sie sind mit 4,5 bis 6,5 mm etwas breiter als die äußeren Blütenblätter. Eine Lippe ist kaum differenziert, sie ist etwas kürzer (10 bis 18 mm) und breiter (5 bis 7 mm) als die beiden anderen inneren Blütenblätter. Die Säule besteht aus drei Staubfäden und dem Griffel, die auf einer Länge von 5 bis 7 mm am Grund miteinander verwachsen sind. Die Säule ist gebogen, die drei Staubblätter sind alle zu einer Seite der Säule orientiert. Der freie Teil der Staubfäden misst 2 bis 5,3 Millimeter, die Staubbeutel sind linealisch und 6 bis 8 mm lang. Der freie Teil des Griffels misst 5 bis 6 mm, die Narbe ist breiter als der Griffel, rund oder undeutlich dreilappig. Die entstehende Kapselfrucht misst 10 bis 14 mm in der Länge und 6 bis 10 mm im Durchmesser. Im Querschnitt ist sie etwa dreieckig, mit deutlichen Rippen und längs verlaufenden Rillen. Sie öffnet sich, beginnend an der Spitze, mit drei längs verlaufenden, lokuliziden Schlitzen. Die Samen bestehen aus einem rundlichen bis ovalen Mittelteil und zwei fadenförmigen, 0,6 bis 0,7 mm langen Anhängseln.

### Protokorm
An sehr jungen Pflanzen konnte noch das Protokorm gefunden werden. Es erreicht eine Länge von 6 bis 14 mm bei einem Durchmesser von 4 mm. Aus einer rundlichen Basis wird es zur Spitze, wo die Sprossachse austreibt, schmaler. Die Oberfläche ist mit ringförmig angeordneten Warzen, welche Haare tragen, besetzt. Im Querschnitt ist es wie eine Wurzel in eine Epidermis, ein Rindengewebe (Cortex) und eine zentrale Stele, die von Endodermis und Perizykel umgeben ist, gegliedert. Die Pilzhyphen finden sich in der Epidermis und den äußeren Zellschichten des Cortex noch nicht, nur unterhalb der behaarten Warzen sind dort verpilzte Zellen zu finden. Im Cortex folgen weiter innen Zellen, die von septierten Pilzhyphen durchsetzt sind, wo aber keine Auflösung der Hyphen beobachtet werden konnte („Pilzwirtzellen“ nach Burgeff). Noch weiter innen werden die Pilzhyphen aufgelöst. Ihre Reste lagern sich in Klumpen in den Zellen des Cortex ab, die daraufhin neuerlich von Pilzhyphen durchwachsen werden. Die Vorgänge (Tolypophagie) entsprechen denen bei anderen Orchideen.
Das Protokorm setzt sein Wachstum als Sprossachse fort, die zuerst Niederblätter, dann Wurzeln und Laubblätter ausbildet.

### Chromosomenzahl
Die Chromosomenzahl beträgt 2n = 96.

## Vorkommen
Neuwiedia veratrifolia ist im tropischen Südostasien weit verbreitet. Sie kommt von der malaiischen Halbinsel über den feuchteren Teil Indonesiens, die Philippinen bis nach Papua-Neuguinea, die Salomonen und Vanuatu vor. Es werden Höhenlagen von 20 bis 2000 Meter besiedelt. Die Standorte liegen im Schatten immergrüner, feuchter Wälder, an Bachläufen, auch auf staunassen oder steinigen Böden. Trockenheit wird nicht vertragen.

## Systematik und botanische Geschichte
Neuwiedia veratrifolia wurde 1834 von Carl Ludwig Blume erstmals in De Novis quibusdam Plantarum familiis Expositio et olim jam expositarum enumeratio Seite 14 beschrieben. Es ist die Typusart der Gattung Neuwiedia. Der Befund, dass bei Neuwiedia veratrifolia ein Protokorm wie bei den anderen Orchideen vorkommt, stärkt die Ansicht, die Apostasioideae nicht als eigene Familie, sondern innerhalb der Orchideen zu behandeln. Der Name veratrifolia bedeutet „germerblättrig“.

## Mykorrhiza
Als Mykosymbionten von Neuwiedia veratrifolia wurden Pilze aus der entfernten Verwandtschaft des Pfifferlings (Pfifferlingsartige, Cantharellales) nachgewiesen. Es handelt sich hierbei um Vertreter der beiden Gattungen Ceratobasidium (Ceratobasidiaceae) und Tulasnella (Tulasnellaceae).